# Frigiliana
Frigiliana es un municipio de la provincia de Málaga, en la comunidad autónoma de Andalucía, España. Se encuentra situado en la comarca de la Axarquía, la más oriental de la provincia, e integrado en el partido judicial de Torrox.
Frigiliana fue el primer municipio de la Provincia de Málaga que obtuvo en el año 2015 la acreditación y pertenencia a la asociación Los Pueblos Más Bonitos de España.

## Geografía

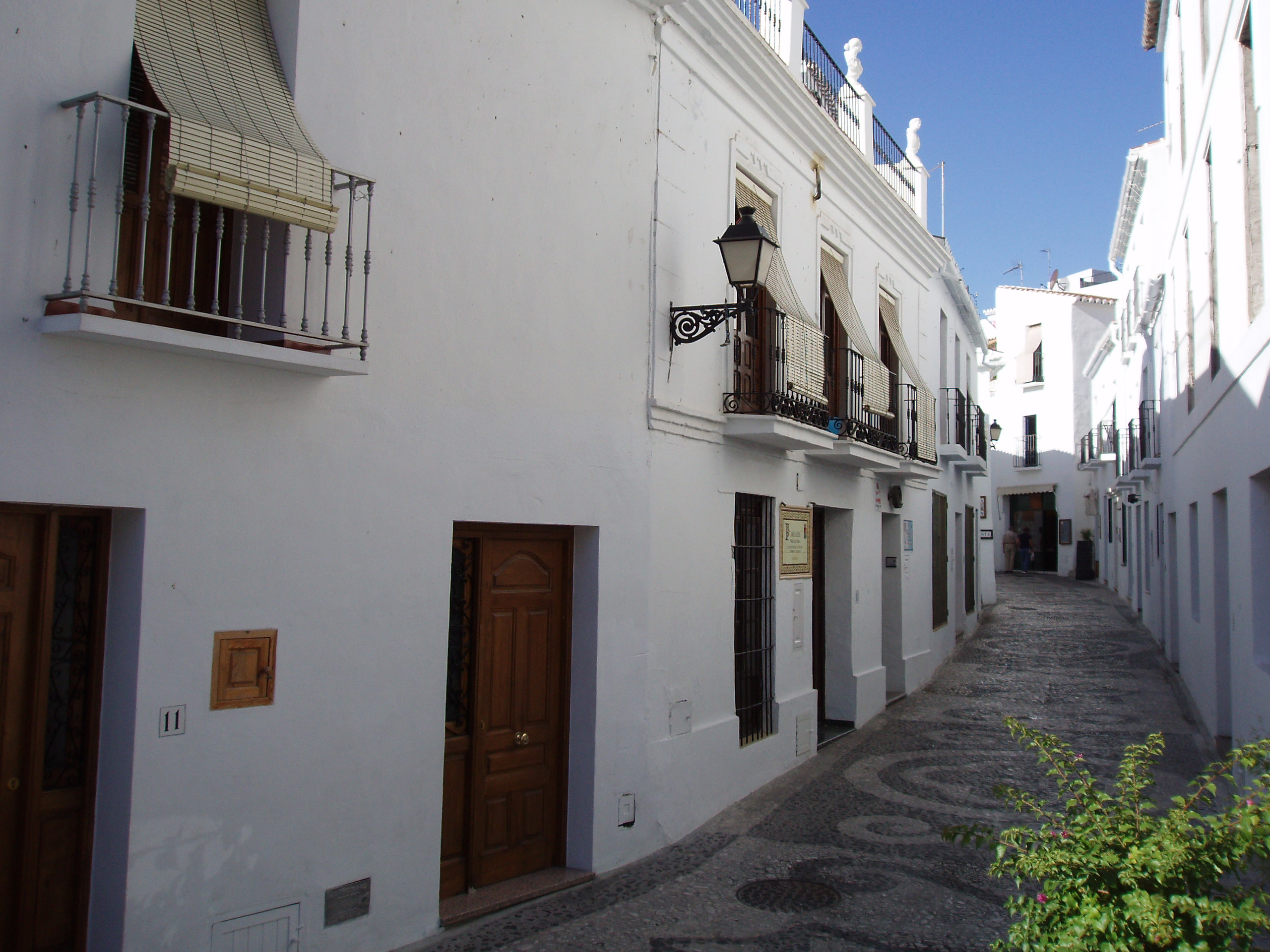
Una calle en Frigiliana.

La villa tiene una superficie de 40.49 kilómetros cuadrados, situados entre los relieves de la Sierra de Almijara y el mar Mediterráneo. En la vertiente sur de esta sierra, a 300 m sobre el nivel del mar, se encuentra la villa de Frigiliana.
El término municipal limita al norte con el municipio de Cómpeta, al oeste con Torrox y al sur y el este, con Nerja.
Frigiliana es accesible desde el Aeropuerto de Málaga-Costa del Sol a través de la autovía del Mediterráneo en dirección Almería, a unos 60 kilómetros de distancia.

### Clima
- Temperatura media: 18 °C
- Horas de sol al año: 2950 horas/año
- Precipitaciones: 590 l/m²

## Historia

### Prehistoria
Hacia el 3000 a. C., finalizando el Neolítico, el hombre primitivo vivió en cuevas y abrigos rocosos de estos parajes, donde posteriormente se hizo sedentario. Hay en Frigiliana, al noroeste del casco urbano, un importante menhir que, por sus características, se puede afirmar que corresponde a la cultura de El Argar.

### Edad Antigua
Los colonizadores fenicios dejaron una necrópolis paleopúnica de túmulos, del siglo VII a. C., en el primitivo Cerrillo del Tejar, hoy conocido como el Cerrillo de la Sombras, de la que se conserva la necrópolis. Fuera de estos lugares también han aparecido monedas de las épocas fenicia y romana. Como las que aparecieron en el Cerrillo del Tejar en 1965.
De la presencia romana proviene probablemente el nombre del pueblo, ya que se da por sentado que la palabra Frigiliana parece provenir de la unión de Frexinius (personaje romano del que nada se sabe) y -ana que junto al patronímico anterior puede significar villa, cortijo o lugar de Frexinius.
Otra toponimia quizás más plausible del municipio, proviene de la región griega de Frigia, que ocupaba la mayor parte de la península de Anatolia, en el territorio que actualmente corresponde a Turquía. Dicha región fue conquistada sobre el año 1200 a. C. por una rama de los pueblos indoeuropeos que llegaron a Europa. Con el establecimiento de los celtas en Frigia del este, su culto de Cibeles como diosa madre, se extendió entre todos sus habitantes. A pesar de que la economía motor de estas regiones costeras gaditanas, como Conil, Zahara de los Atunes, etc. fuera un monopolio industrial del escudo de los Medina Sidonia (como bien recoge el escudo de Frigiliana con las dos calderas con serpientes, propias del ducado Medinaceli), esta tradicional pesca de las almadrabas provenía de la cultura griega establecida en costas de la península ibérica. De este modo se resuelve la raíz etimológica de "Frigiliana" del siguiente modo: Frigilis: "Frigia", y la terminación -ana que proviene del suf. Forma adjetivos que significan "procedencia", "pertenencia" o "adscripción". A veces toma las formas -iano y -tano. Parnasiano, ansotano. De este modo "Frigiliana" viene a ser en su traducción: "Que pertenece a Frigia". En este municipio (no costero), se trasladaba el atún para su manufactura y reparto por la península desde el enclave de Nerja que dista 6 kilómetros de Frigiliana.
En los primeros años del siglo V, el Fuerte romano de Frigiliana fue destruido parcialmente por los pueblos vándalos.
Es probable que desde esa época, según Plinio el Viejo, la agricultura extensiva de Frigiliana fuese el viñedo. Actualmente se ha sustituido por el cultivo de frutos tropicales.

### Edad Media
En el 711, con el desembarco del capitán bereber Tarik en Gibraltar, se inició la conquista musulmana de la Península, quedando toda esta comarca bajo el poder del Islam.
Los árabes introdujeron la transformación de la agricultura construyendo parte del sistema hidráulico de acequias y albercas que todavía se conservan. Introdujeron cultivos nuevos como la caña de azúcar y variedad de cultivos de huerta.
Finalizando el siglo IX, se levantó el castillo árabe, que ocupó una superficie de unos 4000 m cuadrados, Disponía de agua procedente de la acequia, que le llegaba a través de un pequeño acueducto que había construido anteriormente para el servicio militar de la fortaleza. Esta importante defensa fue destruida por los ejércitos cristianos en 1569, tras su rendición a las tropas de Luis de Requesens, en una de las últimas acciones contra el levantamiento morisco, ya que en ella se habían concentrado los huidos de la Alpujarra y de la comarca de Vélez. Los moriscos fueron enviados a Extremadura, Zamora, etc, y Frigiliana fue repoblada por cristianos viejos procedentes de Granada y Valencia fundamentalmente. Sólo queda del castillo algunos restos de su cimentación y parte de la rampa de acceso.
También se sabe que hubo una pequeña presencia de judíos españoles y conversos. La villa de las Tres Culturas se califica en varios azulejos, existiendo una fuente con los tres símbolos: la cruz, la media luna y la estrella de David; en calle del Inquisidor.

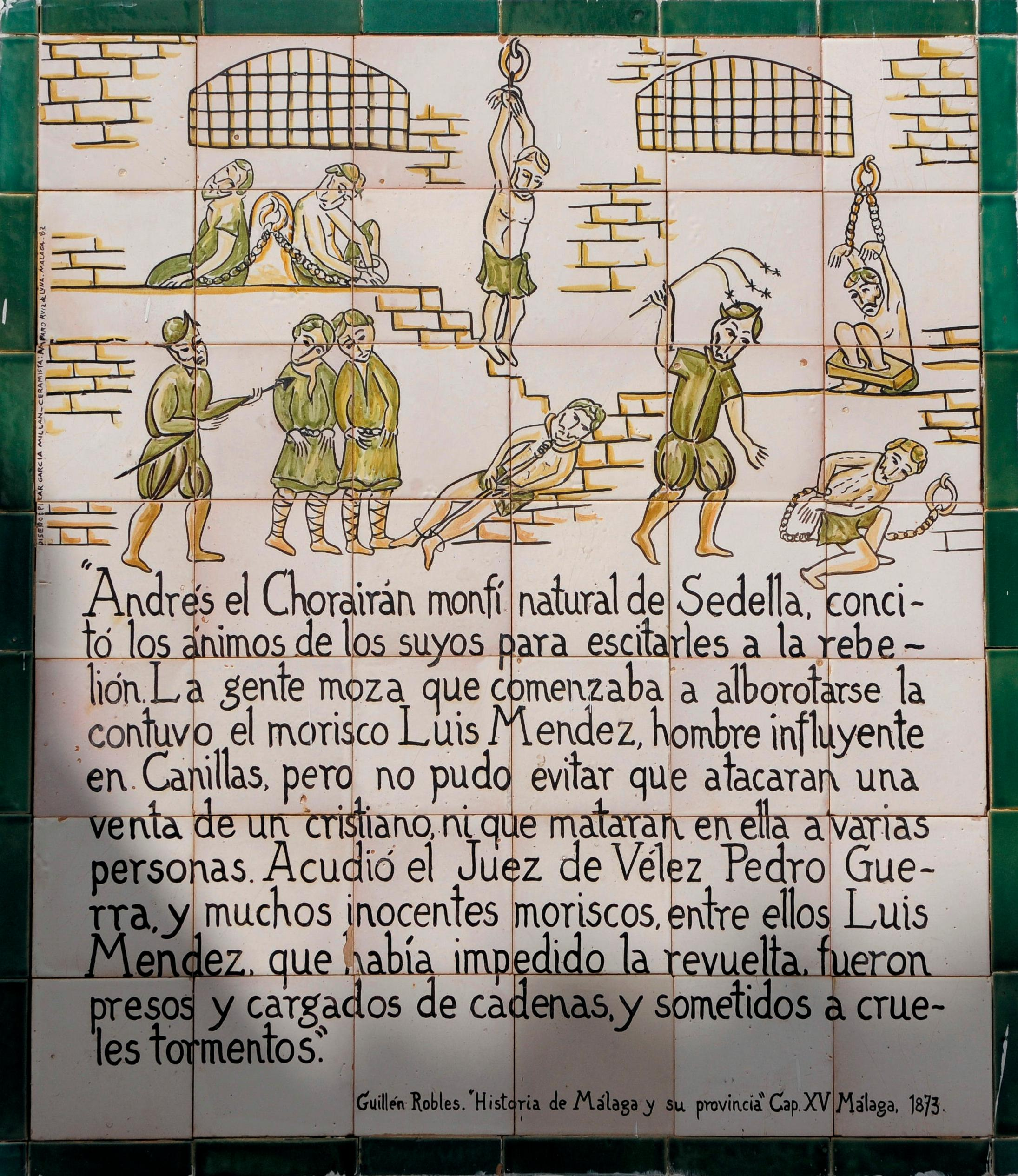
Panel histórico sobre los moriscos.

En 1982 se colocó en las paredes del barrio morisco, doce paneles de cerámica donde se narra el levantamiento de los musulmanes y la batalla del Peñón de Frigiliana.

### Edad Moderna
Finalizando el siglo XVI, los Manrique de Lara, de la nobleza malagueña, que poseían el señorío de estos lugares desde 1508, levantaron a sus expensas la casa solariega conocida hoy por el Ingenio o Casa de los Condes. Este gran edificio, de estilo renacimiento, cuya superficie sobrepasa los dos mil metros cuadrados, se construyó en parte con materiales procedentes del castillo árabe. En la actualidad, esta enorme mansión está destinada, entre otras actividades, a la fabricación de la única miel de caña que se produce en Europa. Levantaron asimismo estos señores, también por estas fechas, el palacio del Apero, destinado a granero, caballerizas y útiles de labranza. Actualmente está destinada en su parte baja a Oficina de Turismo y la biblioteca municipal y en el parte alta localizamos el Excelentísimo Ayuntamiento de Frigiliana.
El 24 de mayo de 1640, por real cédula de Felipe IV se concedió a Frigiliana el título de Villa, independizándose, de esta forma, de la jurisdicción de Vélez-Málaga. Se creó el término municipal, se establecieron el Ayuntamiento y la Justicia y se formó el primer censo de población, que dio 160 habitantes.
Por estas fechas, el señor de la Villa construyó la Fuente Vieja, a la que entonces se dio el nombre de Fuente Nueva, colocando en ella su escudo de armas.
En 1676 se terminaron las obras del templo parroquial, costeadas por Manrique de Lara, señor de la villa, y dirigidas por el arquitecto Bernardo de Godoy. Ocupa esta construcción una superficie de seiscientos veinte metros cuadrados y, en general, es de estilo renacimiento. Tiene planta de cruz latina, con ábside en el presbiterio. El cuerpo principal del edificio lo componen tres grandes naves, siendo más espaciosa la central. Más recientemente se ha modificado el Retablo frontal, los tronos de algunas imágenes y se está intentando sacar a la luz algunas pinturas que en un principio tuvieron los arcos laterales.
En el siglo XVIII se hizo cargo de la parroquia D. Bernardo de Rojas y Sandoval, permaneció como cura párroco durante cuarenta y siete años; fomento la reglamentación de las cofradías locales, hizo fundaciones de obras pías y capellanías. Era un excelente calígrafo, dejando un curioso archivo de interesantes documentos. A final de este siglo se reglamentó la cofradía de las Benditas Ánimas que tenía por cometido aplicar misas por las almas de los difuntos y hacer novenas. Los hermanos mayores más antiguos de los que se tiene referencia fueron D. Antonio Rodríguez y D. Andrés Arrabal.
De 1725 datan las obras de acondicionamiento realizadas por el conde de Aguilar y Frigiliana del trapiche azucarero San Raimundo, cuyas instalaciones estaban anexas a su casa solariega. En 1752 se inició en Frigiliana la composición del catastro de Ensenada, que se conserva en el ayuntamiento. Como documento estadístico es de un valor incalculable, lo mismo que como obra histórica y caligráfica. En el Catastro de la Ensenada se señala que Frigiliana tenía un trapiche azucarero, una fábrica de papel de estraza y plantaciones de caña de azúcar. En 1767 se construyó un silo para el almacenamiento de granos en los Pósitos, situado en lo que actualmente son las primeras casas de la calle Real, en su parte izquierda. En 1771 se aprobó la constitución de la hermandad de Nuestra Madre y Señora de los Dolores; al año siguiente la hermandad adquirió túnicas para uniformar a los hermanos en las procesiones, siendo por tanto la primera vez que se usaron en Frigiliana. Son de este siglo la carátulas de los apóstoles que salen en las procesiones de Semana Santa.

### SigloXIX
Los primeros años del siglo XIX el pueblo se vio envuelto en la guerra contra los franceses, es famoso de esa época el cura-guerrillero D. Antonio Muñoz. Entre los años 1810 y 1812 desaparecieron en Frigiliana varios soldados franceses, estos tomaron venganza y ahorcaron a algunos vecinos de la villa en el paraje “La Horca”, nombre que recibió el lugar a partir de estos hechos. A mediados de 1812 no quedaron tropas francesas en esta zona.
En noviembre de 1833 fue cuando Frigiliana perteneció oficialmente a la provincia de Málaga, ya que hasta esta fecha dependió indistintamente de la Intendencia de Málaga o de la Real Chancillería de Granada. Por esta mismas fechas ya se tiene constancia de la existencia de la Casa Consistorial en el mismo lugar donde se encuentra actualmente, donde el Ayuntamiento en 1844 redactó las primeras ordenanzas municipales de la villa. Durante el auge de la industria del azúcar, a lo largo del río Mármol se dispusieron varios ingenios o maquinillas de menor factura, para la producción de azúcar o miel, molinos de harina y la fábrica de papel de estraza. Pertenecientes al ducado de Fernán Núñez había un ingenio en el río Mármol y en La Molineta un pequeño núcleo industrial con un ingenio, molino de harinas y fábrica de papel.
El final del siglo XIX presidido por varios acontecimientos de interés como las partidas de bandoleros que sembraron el terror en Frigiliana y sobre todo la aparición de la filoxera que afectó a los viñedos y supuso la ruina de muchas familias.

### SigloXX
Los albores del siglo XX llevaron a Frigiliana los primeros síntomas del progreso cuando la empresa Nuestra Señora de los Ángeles instaló tendido eléctrico en el término municipal, y se inauguró un año después el primer alumbrado público con un presupuesto total que ascendió a 950 pesetas. Pero la constante de estos primeros años de la centuria fue la crisis económica arrastrada ya desde el siglo anterior, reflejada en el territorio de Frigiliana en una crisis agraria que llegó a límites de desesperación y que produjo varias manifestaciones de obreros y sus mujeres a las puertas del Ayuntamiento pidiendo “pan y trabajo”.
La década conocida en España como "Los locos años veinte" estuvo marcada en la Villa por los reiterados terremotos de 1921, 1922 y 1924 a lo que se sumó el devastador huracán de 1928 que arrasó todo lo que encontró a su paso ocasionando un muerto, varios heridos e incuantificables destrozos en los campos. En 1928 la sociedad De la Torre adquiere el Ingenio San Raimundo o Palacio de los Condes de Frigiliana, para establecer el Ingenio Virgen del Carmen, única factoría europea en activo para producción de miel de caña.
Las convulsiones políticas que desembocaron en la dimisión del gobierno de Primo de Rivera dieron paso a las elecciones municipales de abril del 1931. El 26 de febrero de 1936, tras las elecciones generales celebradas en pasado día 16, se destituyó la corporación municipal existente haciéndose cargo del Ayuntamiento el Bloque Popular de Izquierdas (Frente Popular).
Frigiliana ha sido galardonado dos veces en el Concurso de Mejora y Embellecimiento de los Pueblos de la Provincia: 1961(segundo premio) y 1967 (primer premio). En 1982 recibió el Primer Premio Nacional Embellecimiento de los pueblos de España y en 1988 fue galardonada con el Primer Premio del Concurso de Mejora y Embellecimiento de los Pueblos de Andalucía.
En el siglo XXI se recuperó el núcleo poblacional de El Acebuchal, que se despobló en la Guerra Civil.

## Demografía
Frigiliana cuenta con una población de 3310 habitantes (INE 2024).
| Gráfica de evolución demográfica de Frigiliana entre 1842 y 2021                                                    |
| |
| Población de derecho según los censos de población del INE Población de hecho según los censos de población del INE |

| Nacionalidad | Hombres | Mujeres | Total | %      | Proporción |
| ------------ | ------- | ------- | ----- | ------ | ---------- |
| Española     | 1111    | 1092    | 2203  | 67.1 % |            |
| Extranjera   | 514     | 565     | 1079  | 32.8 % |            |

## Economía
La principal actividad económica de la localidad es la producción y venta de miel de caña.

### Evolución de la deuda viva municipal
El concepto de deuda viva contempla sólo las deudas con cajas y bancos relativas a créditos financieros, valores de renta fija y préstamos o créditos transferidos a terceros, excluyéndose, por tanto, la deuda comercial. 
| Gráfica de evolución de la deuda viva del Ayuntamiento de Frigiliana entre 2008 y 2023                |
| |
| Deuda viva del Ayuntamiento de Frigiliana, en miles de euros, según datos del Ministerio de Hacienda. |

## Monumentos y lugares de interés

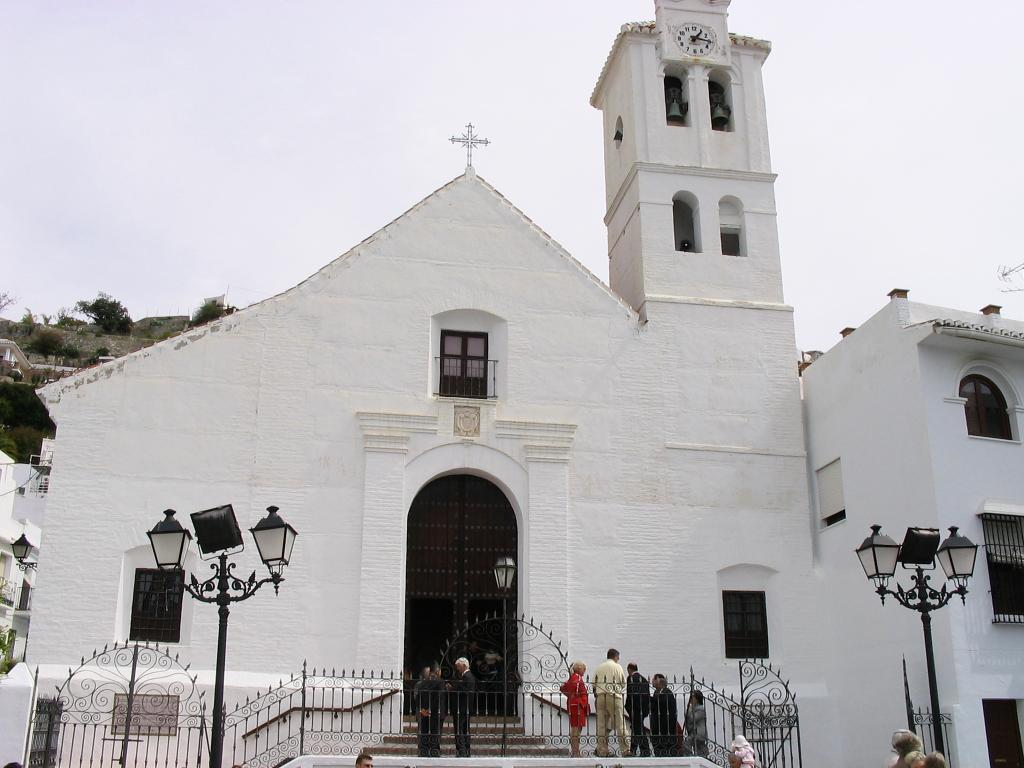
Iglesia de San Antonio.

- Casco Antiguo, con su barrio mudéjar.
- Castillo de Lízar, del siglo IX.
- Ermita Santo Cristo de la Caña o ermita del Ecce-Homo, del siglo XVIII.
- Palacio de los Condes de Frigiliana o El Ingenio, del siglo XVI. Actualmente, única fábrica de miel de caña en activo de Europa.[5]
- Iglesia de San Antonio, construida en 1676.
- La Fuente Vieja, del siglo XVII.
- Reales Pósitos, construido en 1767.
- Palacio del Apero, del siglo XVII.
- El Fuerte, de época romana.
- Restos arqueológicos neolíticos, fenicios y romanos.
- Casa Rudofsky

## Administración y política
La administración política del municipio se lleva a cabo a través de un Ayuntamiento de gestión democrática cuyos componentes se eligen cada cuatro años por sufragio universal. El censo electoral está compuesto por todos los residentes empadronados en Frigiliana mayores de 18 años y nacionales de España y de los restantes Estados miembros de la Unión Europea. Según lo dispuesto en la Ley del Régimen Electoral General, que establece el número de concejales elegibles en función de la población del municipio, la corporación municipal de Frigiliana está formada por 11 concejales. En la legislatura vigente (2007-2011), el Partido Andalucista (PA) tiene 6 concejales frente a los 4 que tiene el Partido Socialista Obrero Español de Andalucía (PSOE-A) y el único concejal que tiene el Partido Popular (PP).

### Resultado de las elecciones municipales de 2023
| Candidatura     | Candidatura                              | Votos | %                               | Escaños                         |
| --------------- | ---------------------------------------- | ----- | ------------------------------- | ------------------------------- |
|                 | Partido Socialista Obrero Español (PSOE) | 749   | 54,12                           | 7                               |
|                 | Partido Popular (PP)                     | 410   | 29,62                           | 3                               |
|                 | Por Mi Pueblo (PMP)                      | 189   | 13,66                           | 1                               |
|                 | Vox                                      | 21    | 1,52                            | 0                               |
| Votos en blanco | Votos en blanco                          | 15    | 1,08                            | n/a                             |
| Votos válidos   | Votos válidos                            | 1384  | 100                             | 11                              |
| Votos nulos     | Votos nulos                              | 16    | Participación: \| \| 66,79 % \| | Participación: \| \| 66,79 % \| |
| Votantes        | Votantes                                 | 1400  | Participación: \| \| 66,79 % \| | Participación: \| \| 66,79 % \| |
| Electores       | Electores                                | 2096  | Participación: \| \| 66,79 % \| | Participación: \| \| 66,79 % \| |
|                 | 66,79 %                                  |       |                                 |                                 |

Anexo:Elecciones municipales en Frigiliana
| Periodo   | Nombre                                                                     | Partido               |
| --------- | -------------------------------------------------------------------------- | --------------------- |
| 1979-1983 | Antonio Navas Acosta                                                       | UCD                   |
| 1983-1987 | José Manuel Acosta Pérez                                                   | PA                    |
| 1987-1991 | Antonio Fernández Vera                                                     | PSOE-A                |
| 1991-1995 | Antonio Fernández Vera                                                     | PSOE-A                |
| 1995-1999 | Javier López Ruiz                                                          | PA                    |
| 1999-2003 | Javier López Ruiz                                                          | PA                    |
| 2003-2007 | Javier López Ruiz                                                          | PA                    |
| 2007-2011 | Javier López Ruiz                                                          | PA                    |
| 2011-2015 | Javier López Ruiz                                                          | PA-PP                 |
| 2015-2019 | José Antonio González Conejero(Hasta marzo-2017) Alejandro Herrero Platero | PP-PA PP-PSOE PSOE-PA |
| 2019-2023 | Alejandro Herrero Platero                                                  | PSOE                  |

El pacto entre PP y PA finalizó en febrero de 2016 por discrepancias en el presupuesto municipal de 2016.
En mayo de ese mismo año, PP y PSOE hicieron un pacto de legislatura, hasta marzo de 2017, cuando rompieron el pacto y pasados dos días de ese mismo mes, presentaron una moción de censura PSOE y PA.
PA seguirá en la oposición y PSOE se hará cargo de la Alcaldía.
Mayo de 2019 gana las elecciones el PSOE de Frigiliana con mayoría absoluta.

## Cultura

### Fiestas populares
- Carnavales. Febrero.
- Certamen de bailes populares.

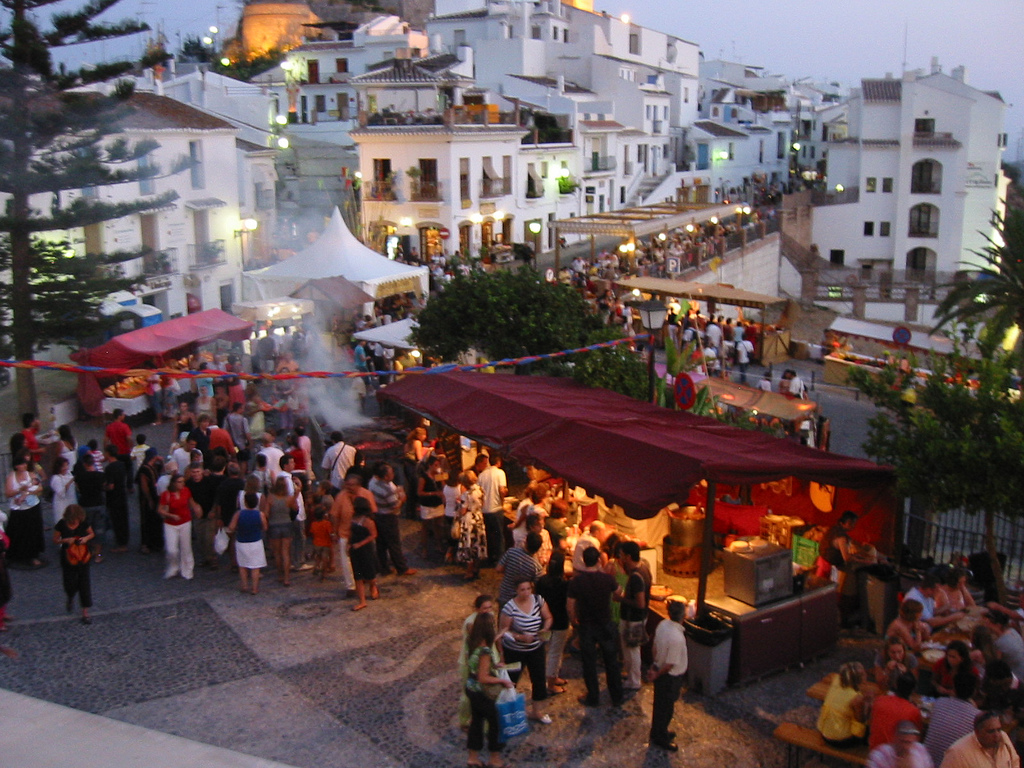
Festival tres culturas.

- Encuentro de Bandas de Músicas. Mediados de agosto.
- Festival Frigiliana 3 Culturas. Finales de agosto.
- Día de la Cruz. 3 de mayo.
- San Sebastián. Patrón. 20 de enero.
- San Antonio. Patrón. Se celebra el 13 de junio. Feria.
- Semana Santa. La Semana Santa abre sus celebraciones y pasos procesionales el viernes anterior a la semana de pasión, muerte y resurrección. El resto de procesiones tienen lugar en Jueves Santo, Viernes Santo, y Domingo de Resurrección.

### Artesanía
Artesanía con calabaza de agua, artículos de esparto, cerámica, telares y vidrio pintado.

### Gastronomía
El plato más típico de Frigiliana es el choto, pero también son típicos las migas, la arropía, la batata con miel, las tortas de San Juan, las marcochas y el vino moscatel y la miel de caña, elaborados en el pueblo.
Desde 2006, cada año se celebra en el pueblo La Ruta de la Tapa, dentro de la programación del Festival Frigiliana 3 Culturas. En 2014 se celebró el Primer día de la miel de caña, y desde entonces se sigue celebrando anualmente entre los meses de abril y mayo.
Siguiendo la estela de las últimas tendencias e innovaciones gastronómicas, Frigiliana cuenta en su haber con una cerveza artesanal local desde octubre de 2013 fecha en la que surge La Axarca, receta y producción propia de la empresa con sede en Frigiliana: La Domadora y el León, S.L. La Axarca es una cerveza natural de estilo Pale Ale, doble malta con 4 lúpulos frescos que recrean el aroma y el sabor del mango cultivado en los campos de Frigiliana y la Axarquía de Málaga y es por ello que es rebautizada con el estilo Tropical Pale Ale desde su surgimiento en el mercado local. En el 2016 obtuvo el PREMIO PALACIO a la MEJOR CERVEZA ARTESANAL PALE ALE BITTER durante el BEERFEST COSTA DEL SOL celebrado en Torremolinos. Posteriormente, en los años 2018 y 2019 fue invitada y apoyada por el Ayuntamiento de Frigiliana en las ediciones de FITUR; asímismo, fue la cerveza artesanal seleccionada para el cóctel-presentación del evento 'Orígenes Nerja' de la Fundación Cueva de Nerja llevado a cabo en la Real Fábrica de Tapices de Madrid en enero de 2019. En el 2022 fue merecedora de la MEDALLA DE PLATA a la MEJOR CERVEZA ARTESANA DE ESTILO APA en la celebración de la COPA MEDITERRÁNEA enmarcada en el GRANADA BEER FESTIVAL 2022. En febrero de 2025 La Axarca, cerveza artesana da un salto internacional y realiza su primera versión colaborativa con la cervecera brasileña Brotas Beer, juntos elaboran la cerveza 'Me Gusta' evocadora del espíritu tropical de Frigiliana y su entorno así como del pueblo de Brotas situado en el interior de Brasil y cuyos ancestros se remontan a la misma Frigiliana.

## Transporte y comunicaciones
Frigiliana está comunicada con Nerja gracias a la línea regular de autocar VJA -019- MA concedida en concurso público a la empresa concesionaria Autocares Nerja, propiedad de Grupo Fajardo autocares.
Los horarios de la línea Nerja-Frigiliana son los siguientes:
| TRAYECTO         | HORAS SALIDA de lunes a sábado                                                            | Domingos y festivos |
| ---------------- | ----------------------------------------------------------------------------------------- | ------------------- |
| Frigiliana-Nerja | (Mañanas) 07:00-8:00-10:10-10:50-11:40-12:45-14:00 (Tardes) 15:30-16:30-17:35-19:30-21:00 | SIN SERVICIO        |
| Nerja-Frigiliana | (Mañanas) 7:20-9:45-10:30-11:10-12:10-13:30 (Tardes) 15:15-16:00-17:10-19:00-20:30        | SIN SERVICIO        |